# Geelsteeltje
Geelsteeltje (Orthodontium lineare) is een mossoort uit de geelsteeltjesfamilie (Orthodontiaceae).

## Ecologie
Geelsteeltje groeit vooral in niet te donkere bossen op boomvoeten van soorten met een zure schors zoals eik, berk en den, maar komt daarnaast ook wel op rottend hout e.d. voor. Soms is de soort ook te vinden op humeuze walletjes en greppelkanten, alsmede op noordhellingen van kalkarme duinen. Begeleidende soorten zijn bijvoorbeeld gewoon pluisjesmos (Dicranella heteromalla) en neptunusmos (Lepidozia reptans).

## Verspreiding
Geelsteeltje is afkomstig van het zuidelijk halfrond en werd in Europa voor het eerst gevonden in 1920 in Engeland. 
In Nederland stamt de eerste vondst uit 1943 en deze is gedaan in het Naardermeer. De uitbreiding van de soort is goed te zien op de door Touw & Rubers (1989) gepubliceerde verspreidingskaartjes. In het begin ging de uitbreiding slechts langzaam, later steeds sneller. De snelle uitbreiding van de soort is mogelijk doordat de soort vaak en veel sporenkapsels vormt. Anno 2014 is geelsteeltje in de duinen en op het Pleistoceen een algemeen voorkomende soort. Daarbuiten komt de soort (nog) vrijwel niet voor.